# 가와카미촌 (오카야마현)
가와카미촌(川上村)은 오카야마현 북부 마니와군에 위치했고, 돗토리현과 접했다. 현재는 합병으로 가와카미촌이 되었다.
촌사무소는 마니와시청 히루야마 진흥국 가와카미 출장소가 한때 놓여 있었으나, 이후 가와카미 보건 센터 내로 이전되어 현재는 마니와시의 가와카미 아동 클럽이 들어서 있다.

## 역사
- 1902년 4월 1일 - 마니와군 도쿠다촌, 가야베촌의 일부가 합병해 가와카미촌이 되었다.
- 2005년 3월 31일 - 마니와군 오치아이정, 가쓰야마정, 구세정, 유바라정, 호쿠보정, 주카촌, 미카모촌, 야쓰카촌과 합병으로 마니와시가 되었다. 동일 가와카미촌은 폐지되었다.

## 교통

### 철도
- 서일본 여객철도 기신 선

### 도로
- 요나고 자동차도(일본어판)
- 국도 제482호선 (일본)(일본어판)